# Hraniční kámen (Žďár nad Sázavou)
Hraniční kámen u Žďáru nad Sázavou je jeden z hraničních kamenů vyznačujících historickou hranici území Čech a Moravy. Nachází se na hranici katastrálního území Zámek Žďár a obce Stržanov u silnice I/37. Jedná se o kulturní památku České republiky, zapsanou do státního seznamu v roce 1970.

## Popis
Hraniční kámen má podobu čtyřbokého hranolu umístěného na nízkém obdélném podstavci. Žulová stéla se postupně mírně zužuje. Hranol je nahoře ukončen nízkou jehlancovitou deskou. Na jednotlivých stěnách jsou nápisy:
- na západní stěně směrem k silnici je uvedeno Landesgrenze,
- na jižní a severní stěně směrem k příslušným bývalým korunním zemím jsou vystupující medailony s německými nápisy: Kronland Böhmen, Herrschaft Vojnov Městetz a Mähren, Herrschaft Saar, doplněné níže českými majuskulními nápisy MORAVA na jižní straně a ČECHY na straně severní,
- na východní stěně je viditelný nápis Jos Berik a písmena L. W.

## Historie
Jedná se o hraniční kámen, který od roku 1867 označoval u důležité historické cesty hranice zemí Koruny české a zároveň i hranice panství Žďár a Vojnův Městec. Nyní je umístěn vpravo vedle silnice při jízdě směrem ze Žďáru na Stržanov, na historických mapách z třetího vojenského mapování z roku 1888 a na mapě z roku 1938 je uvedena lokalizace vpravo vedle silnice při jízdě ze Stržanova do Žďáru.

### Změny hranice
Posuny hranice mezi Čechami a Moravou souvisely v tomto úseku i s blízkým žďárským klášterem (v současnosti zámek Žďár). Ten, ač založený na Moravě, byl několik desítek let zanesen v českých Zemských deskách, hranice Čech se tedy posunula směrem na jihovýchod. Na této hranici probíhalo historicky i kvůli vlastnictví majetku kláštera v Čechách větší množství sporů.